# Leitneria floridana
Leitneria floridana és una espècie de planta amb flors del gènere Leitneria dins la família de les simarubàcies (Simaroubaceae). És una planta nativa dels sud-est dels Estats Units, dels estats de Georgia i Florida.
És un arbust o un arbret dioic i caducifoli que creix en zones pantanoses especialment en zones litorals. La seva fusta és extremadament tova. Típicament fa de 2 a 4 metres d'alt, ocasionalment 8 metres. Les seves fulles són alternades, simples i lanceolades, de 5 a 20 cm de llargada i de 3 a 6 cm d'amplada.
Anteriorment estava tractat com l'única espècie dins la família Leitneriaceae de l'ordre Leitneriales, però la recerca genètica recent l'ha transferit a la família Simaroubaceae en l'ordre Sapindales. Rep el nom del natrulatista alemany E. F. Leitner.